# Hong Chau
Hong Chau (Tailândia, 25 de junho de 1979) é uma atriz estadunidense. Indicada a inúmeros prêmios por seu papel coadjuvante em Downsizing, também se tornou conhecida por trabalhar na série Treme (2010-2013) e no filme Inherent Vice. Em 2018, interpretou vários papéis como convidada em séries de TV. Em 2019, foi atriz coadjuvante na minissérie de TV Watchmen. Naquele ano, Chau também foi protagonista nos filmes American Woman e Driveways, pelo qual foi nomeada ao Prêmio Independent Spirit de Melhor Atriz. Em 2020, estrelou na segunda temporada da série Homecoming, após ter atuado em um papel secundário na primeira temporada em 2018, e deu voz a Opal Koboi em Artemis Fowl. 
Filha de pais vietnamitas que moravam em um campo de refugiados tailandês após a fuga do Vietnã no final da década de 1970, mudou-se mais tarde para os Estados Unidos, onde reside atualmente.
Graduada em Escrita Criativa e Cinema pela Universidade de Boston, logo iniciou a carreira em curtas-metragens e conseguiu um emprego na Public Broadcasting Service, onde se dedicou à produção de documentários. Suas atuações colecionam indicações ao Oscar, Globo de Ouro, SAG Awards e BAFTA.

## Filmografia

### Cinema
| Ano  | Titulo                         | Papel         | Notas                                             |
| ---- | ------------------------------ | ------------- | ------------------------------------------------- |
| 2014 | Vício Inerente                 | Jade          |                                                   |
| 2017 | Pequena Grande Vida            | Ngoc Lan Tran |                                                   |
| 2018 | Duck Butter                    | Glow          |                                                   |
| 2019 | Driveways                      | Kathy         |                                                   |
| 2019 | American Woman                 | Jenny Shimada |                                                   |
| 2020 | Artemis Fowl: O Mundo Secretol | Opal Koboi    | Papel como dubladora não creditado; Cena Deletada |
| 2022 | Showing Up                     | Jo Tran       |                                                   |
| 2022 | A Baleia                       | Liz           |                                                   |
| 2022 | O Menu                         | Elsa          |                                                   |
| 2023 | Asteroid City                  |               | Pós-produção                                      |
| TBA  | And                            |               | Pós-produção                                      |

### Televisão
| Ano       | Titulo                        | Papel                 | Notas                                                           |
| --------- | ----------------------------- | --------------------- | --------------------------------------------------------------- |
| 2006      | Finding My America            | Minh                  | Episódio: "The Road Trip Begins"                                |
| 2008      | The Sarah Silverman Program   | Asian Masseuse        | Episode: "Patriot Tact"                                         |
| 2010      | How I Met Your Mother         | Cook Pu               | Episódio: "Perfect Week"                                        |
| 2010      | Trenches                      | Spc. Wing             | Elenco Principal (10 episódios)                                 |
| 2010      | NCIS                          | Molly Choi            | Episódio: "Jurisdiction"                                        |
| 2010      | My Boys                       | Audrey                | Episódio: "Puss 'N' Glutes"                                     |
| 2010      | As Besteiras Que Meu Pai Diz  | DJ                    | Episódio: "Code Ed"                                             |
| 2011–2013 | Treme                         | Linh                  | 13 episódios                                                    |
| 2012      | C.S.I.: Investigação Criminal | Julie Blanch          | Episódio: "Ms. Willows Regrets"                                 |
| 2012      | Boa Sorte, Charlie!           | Theresa               | Episódio: "Welcome Home"                                        |
| 2014–2015 | De A a Z                      | Lora                  | Elenco Principal (13 episódios)                                 |
| 2017      | Big Little Lies               | Jackie                | 6 episódios                                                     |
| 2017      | American Dad!                 | Korean Spy (voz)      | Episódio: "Casino Normale"                                      |
| 2018      | BoJack Horseman               | Pickles Aplenty (voz) | 5 episódios                                                     |
| 2018      | Forever                       | Sarah                 | Episódio: "Andre and Sarah"                                     |
| 2018–2020 | Homecoming                    | Audrey Temple         | Elenco Principal (11 episódios)                                 |
| 2019      | Watchmen                      | Lady Trieu            | Elenco Principal (4 episódios)                                  |
| 2023      | Poker Face                    | Marge                 | Episódio: "The Night Shift"                                     |
| 2023      | The Night Agent               | Diane Farr            | Elenco Principal (10 episódios); Estreia em 23 de março de 2023 |

## Prêmios e indicações
| Ano  | Filme      | Categoria                          | Cerimônia                                  | Resultado | Ref.   |
| ---- | ---------- | ---------------------------------- | ------------------------------------------ | --------- | ------ |
| 2017 | Downsizing | Melhor Atriz Coadjuvante em Cinema | Critics' Choice Awards                     | Indicado  | [ 7 ]  |
| 2017 | Downsizing | Melhor Atriz Coadjuvante em Cinema | Globo de Ouro                              | Indicado  | [ 8 ]  |
| 2017 | Downsizing | Melhor Atriz Coadjuvante           | SAG Awards                                 | Indicado  | [ 9 ]  |
| 2017 | Downsizing | Melhor Atriz Coadjuvante           | St. Louis Gateway Film Critics Association | Indicado  | [ 10 ] |
| 2022 | The Whale  | Melhor Atriz Coadjuvante           | Alliance of Women Film Journalists         | Indicado  |        |
| 2022 | The Whale  | Melhor Atriz Coadjuvante           | Chicago Film Critics Association           | Indicado  |        |
| 2022 | The Whale  | Melhor Atriz Coadjuvante           | Dallas–Fort Worth Film Critics Association | Indicado  |        |
| 2022 | The Whale  | Melhor Performance Coadjuvante     | Gotham Independent Film Awards             | Indicado  |        |
| 2022 | The Whale  | Melhor Performance Coadjuvante     | Indiana Film Journalists Association       | Indicado  |        |
| 2022 | The Whale  | Melhor Atriz Coadjuvante           | Las Vegas Film Critics Society             | Indicado  |        |
| 2022 | The Whale  | Melhor Atriz Coadjuvante           | New York Film Critics Online               | Venceu    |        |
| 2023 | The Whale  | Melhor Atriz Coadjuvante           | Hollywood Critics Association Awards       | Indicado  |        |
| 2023 | The Whale  | Atriz Coadjuvante do Ano           | London Film Critics' Circle                | Indicado  |        |
| 2023 | The Whale  | Melhor Atriz Coadjuvante           | Oscar                                      | Indicado  |        |
| 2023 | The Whale  | Melhor Atriz Coadjuvante           | BAFTA                                      | Indicado  |        |
| 2023 | The Whale  | Melhor Atriz Coadjuvante           | SAG Awards                                 | Indicado  |        |